# Диаш, Алвару
Алвару Пириш Диаш Какулу (порт. Álvaro Pires Dias Cachulo; 14 января 1923, Коимбра — 24 февраля 2005) — португальский легкоатлет, выступавший в беге на короткие дистанции и прыжках в длину. Участник летних Олимпийских игр 1948 и 1952 годов.

## Биография
Алвару Диаш родился 14 января 1923 года в португальском городе Коимбра.
Выступал в легкоатлетических соревнованиях за «Спортинг» из Лиссабона.
В 1948 году вошёл в состав сборной Португалии на летних Олимпийских играх в Лондоне. В прыжках в длину занял в квалификации 16-е место, показав результат 6,86 метра и уступив 12 сантиметров худшему из попавших в финал Жоржу Дамитио из Франции.
В 1952 году вошёл в состав сборной Португалии на летних Олимпийских играх в Хельсинки. Был заявлен в беге на 200 метров, эстафете 4х100 метров и прыжках в длину, но не вышел на старт.
Умер 24 февраля 2005 года.

## Личный рекорд
- Прыжки в длину — 7,34 (1947)[2]